# مارتا والچیکیویچ
مارتا والچیکیویچ (انگلیسی: Marta Walczykiewicz؛ زادهٔ ۱ اوت ۱۹۸۷) ورزشکار اهل لهستان است.
وی در مسابقات کشوری و بین‌المللی در مجموع برندهٔ ۴ مدال طلا، ۱۵ مدال نقره، ۵ مدال برنز شده‌است.